# 濱田弘二
濱田弘二（はまだ こうじ、1946年6月30日 - ）は日本の郵政・総務官僚。郵政審議官、初代総務審議官（国際担当）などを歴任。

## 来歴
大阪府出身。東京大学法学部卒業。1969年 郵政省入省。1971年 大蔵省主計局法規課へ出向。1997年 郵政省大臣官房総括審議官。1998年6月19日 郵政省郵務局長。2000年6月27日 郵政審議官。2001年1月6日 総務審議官（国際担当）。同年7月6日 退官。大和総研顧問（〜2003年6月）。2003年7月 宇宙通信副社長（〜2004年6月）。2004年7月 国際通信経済研究所理事長。

## 職歴
- 1969年4月：郵政省入省。
- 1971年：大蔵省主計局法規課。
- 1973年：郵政省電気通信監理官付開発係長。
- 1974年：郵政省電気通信監理官付企画係長。
- 1975年：気仙沼郵便局長。
- 1976年：東海郵政局人事部管理課長。
- 1977年：郵政省郵務局業務課長補佐。
- 1981年：郵政省電気通信政策局総務課長補佐。
- 1983年：郵政省電気通信政策局監理課調査官。
- 1985年：郵政省放送行政局有線放送課長。
- 1986年：郵政省郵務局集配課長。
- 1987年：郵政省電気通信局電気通信事業部業務課長。
- 1990年：郵政省電気通信局電気通信事業部事業政策課長。
- 1991年：郵政省大臣官房経理部主計課長。
- 1992年：郵政省大臣官房財務部主計課長。
- 1993年：郵政省大臣官房文書課長。
- 1994年：郵政省電気通信局電気通信事業部長。
- 1996年：郵政省大臣官房財務部長。
- 1997年：郵政省大臣官房総務審議官。
- 1998年6月19日：郵政省郵務局長。
- 2000年6月27日：郵政審議官。
- 2001年1月6日：総務審議官（国際担当）。
- 2001年7月6日：退官。